# Adeonella ligulata
Adeonella ligulata är en mossdjursart som beskrevs av Charles Henry O'Donoghue 1924. Adeonella ligulata ingår i släktet Adeonella och familjen Adeonellidae. Inga underarter finns listade i Catalogue of Life.